# J.Lo (álbum)
J.Lo es el segundo álbum de estudio de la cantante estadounidense Jennifer Lopez, lanzado en enero de 2001 por la discográfica Epic Records. El álbum debutó en Estados Unidos en el primer lugar de la lista Billboard 200, con 272.000 copias vendidas durante la primera semana, quedándose en los primeros veinte lugares por seis semanas, luego de que el sencillo «Love Don't Cost A Thing» alcanzara la tercera posición del ranking Billboard Hot 100. El segundo single, «Play», rindió moderada, pero decepcionantemente en las listas, razón por la cual se llamó al rapero Ja Rule de The Inc. Records para crear remixes de «I'm Real» y «Ain't It Funny». Estas dos remezclas, que esencialmente son diferentes canciones pero con el mismo título, llegaron a lo más alto de las listas norteamericanas y lograron un gran éxito a nivel global.
Este álbum es más urbano que su antecesor, On the 6, ya que se acerca más al estilo rhythm and blues (R&B) que al pop, además de tratar de temas tanto amorosos como para adultos.
El 24 de julio de 2001 (coincidiendo con el cumpleaños número treinta y dos de López), J.Lo fue relanzado con el remix de «I'm Real» como material adicional. Esta nueva versión del álbum traía, además, una advertencia Parental Advisory por el lenguaje explícito de sus canciones. Fue la canción número uno en Estados Unidos en el momento de los ataques del 11 de septiembre durante cinco semanas no consecutivas.
Hasta marzo de 2010, este ha sido el álbum más vendido de Jennifer Lopez, con ocho millones de copias alrededor del mundo.

## Desempeño comercial
J.Lo entró en el Billboard 200 de EE. UU. y en la lista Billboard Top R&B/Hip-Hop Albums en el número uno durante la semana que finalizó el 31 de enero de 2001. Vendió 272.300 copias en su primera semana, que Rolling Stone describió como "algo modesta", dada la "maquinaria publicitaria detrás del álbum". López puso fin a la racha de ocho semanas de Los Beatles en el número uno con su álbum de grandes éxitos 1 (2000). López se convirtió en la primera solista femenina de Epic Records en alcanzar el puesto número uno del Billboard 200, uniéndose a otros artistas de Epic Music como Michael Jackson, Pearl Jam y Sly & the Family Stone, entre otros. Además, J.Lo fue el primer álbum número uno del año 2001. Durante su segunda semana, el álbum cayó al número dos en el Billboard 200. En su tercera semana, J.Lo vendió 134.000 copias y cayó al número cuatro. MTV News informó que sus ventas después de tres semanas de disponibilidad superaron las 586.000 copias. La semana siguiente, el álbum vendió 130.000 copias, permaneciendo entre los cinco primeros de la lista. Para la edición de Billboard del 17 de marzo de 2001, J.Lo abandonó la lista de los diez primeros, cayendo al número 17. Durante la semana del 7 de abril de 2001, J.Lo salió deltop 40 del Billboard 200.
Después de ser relanzado con la adición del sencillo número uno I'm Real (Murder Remix), J.Lo experimentó un aumento en las ventas. Fue certificado triple platino por la Recording Industry Association of America por envíos de tres millones de copias. Durante la semana del 1 de septiembre de 2001, el álbum había vuelto a entrar en la lista de los diez primeros, donde permaneció en el número diez durante dos semanas. En general, J.Lo fue el undécimo disco más vendido del año en los Estados Unidos, con ventas de 3,03 millones de copias. El 31 de octubre de 2003, el álbum fue certificado cuádruple platino por envíos de cuatro millones de copias en los Estados Unidos. [76] En febrero de 2002,J.Lo había vendido un total de 3,18 millones de unidades en Estados Unidos. By February 2002, J.Lo had sold a total of 3.18 million units in the United States. En junio de 2013, Gary Trust de Billboard informó que J.Lo había vendido un total de 3,8 millones de copias en los Estados Unidos, convirtiéndolo en su álbum más vendido.
J.Lo también experimentó un éxito comercial a nivel internacional. En Canadá, el álbum vendió 22.984 copias en su primera semana, y fue certificado platino por la Asociación Canadiense de la Industria Discográfica por envíos de 100.000. Además, debutó y alcanzó la cima de la lista de álbumes canadienses. En total, vendió 200.000 copias en Canadá, certificado doble platino. El álbum alcanzó el puesto número dos en la lista de álbumes del Reino Unido y sigue siendo su álbum más exitoso allí, permaneciendo en la lista durante 48 semanas. El álbum vendió 27.000 copias en su primera semana en el Reino Unido y 45.000 copias en la semana anterior a la Navidad de 2001. Para el 7 de diciembre de 2002, J.Lo había vendido 510.000 copias en el Reino Unido, y ha sido certificado doble platino por la Industria Fonográfica Británica por envíos de más de 600.000 unidades. Desde entonces ha vendido más de 606.500 unidades en el Reino Unido.
Durante la semana que comenzó el 5 de febrero de 2001, J.Lo fue el álbum más vendido en toda Europa. También alcanzó el puesto número uno en Polonia, Suiza y Grecia. El álbum tuvo su carrera europea más larga en Francia. Después de ingresar y alcanzar el puesto número seis en la lista de álbumes franceses , pasó un total de 70 semanas en las listas, apareciendo por última vez el 28 de septiembre de 2002, después de dos reingresos. J.Lo entró en la lista de álbumes australianos en el número dos el 4 de febrero de 2001. Permaneció entre los diez primeros durante seis semanas y entre los cuarenta primeros durante 26 semanas, incluidas las reentradas. Fue certificado doble platino por laAsociación Australiana de la Industria Discográfica por ventas de 140.000. J.Lo obtuvo doble platino en otros países, incluidos Nueva Zelanda y Suiza. En mayo de 2001, el álbum había vendido cinco millones de copias en todo el mundo. A nivel mundial, fue el sexto álbum más grande de 2001, con envíos de 6,8 millones de unidades según la revista Billboard . En 2011, el álbum había vendido 8 millones de copias en todo el mundo.

## Legado
J.Lo sigue siendo el álbum de mayor éxito comercial de la carrera de López, y se ha descrito que ayudó a establecerla como una estrella del pop. Habiendo adoptado J.Lo como su nombre artístico en ese momento, sirvió como "recordatorio de que el éxito general no había afectado su conexión con sus raíces".

## Lista de canciones
| N.º | Título                           | Escritor(es) | Duración |  |
| 1.  | «Love don't cost a thing»        | Damon Sharpe, Greg Lawson, Georgette Franklin, Jeremy Monroe, Amil Harris                                                                         | 3:41     |  |
| 2.  | «I'm real»                       | L.E.S, Cory Rooney, Jennifer Lopez, Troy Oliver                                                                                                   | 4:58     |  |
| 3.  | «Play»                           | Rooney, Bagge, Birgisson, Christina Milian | 3:32     |  |
| 4.  | «Walking on sunshine»            | Sean Combs, López, Mario Winans, Jack Knight, Michael «Lo» Jones                                                                                  | 3:46     |  |
| 5.  | «Ain't it funny»                 | Rooney, López | 4:06     |  |
| 6.  | «Cariño»                         | Rooney, López, Manny Benito, Neal Creque, Jose Sánchez, Frank Rodríguez, Guillermo Edghill Jr.                                                    | 4:15     |  |
| 7.  | «Come over»                      | Combs, Winans, Michelle Bell, Kip Colllins | 4:53     |  |
| 8.  | «We gotta talk»                  | Rooney, López, Oliver, Tina Morrison, Steve Estiverne, Joe Kelly                                                                                  | 4:07     |  |
| 9.  | «That's not me»                  | Combs, Winans, Kandice Love | 4:33     |  |
| 10. | «Dance with me»                  | Combs, Winans, J. Knight, M. Jones | 3:54     |  |
| 11. | «Secretly»                       | Rooney, López, Oliver, Kalilah Shakir | 4:25     |  |
| 12. | «I'm gonna be alright»           | Rooney, López, Oliver, Ronald LaPread, Sylvia Robinson, Clifon Nathaniel Chase, Lorraine Cheryl Cook, Anthony Guy O'Brien, Anthony Michael Wright | 3:44     |  |
| 13. | «That's the way»                 | Rodney Jerkins, Fred Jerkins III, Nora Payne, LaShawn Daniels                                                                                     | 3:53     |  |
| 14. | «Dame (Touch me)» (con Chayanne) | Jerkins, Jerkins III, M. Benito, Daniels | 4:25     |  |
| 15. | «Si ya se acabó»                 | Benito, Jimmy Greco, Ray Contreras | 3:37     |  |

| Edición latinoamericana |                               |                                                            |          |  |
| N.º                     | Título                        | Escritor(es)                                               | Duración |  |
| 16.                     | «Amor se paga con amor»       | Sharpe, Lawson, Franklin, Monroe, Harris, Benito           | 3:44     |  |
| 17.                     | «Cariño» (en español)         | López, Rooney, Benito, Creque, Sánchez, Rodríguez, Edghill | 4:17     |  |
| 18.                     | «Qué ironía (Ain't it funny)» | López, Rooney, Benito, Tommy Mottola                       | 4:07     |  |

| Edición japonesa |               |          |  |
| N.º              | Título        | Duración |  |
| 16.              | «I'm waiting» | 3:11     |  |

| Edición especial |                                           |                                                                           |          |  |
| N.º              | Título                                    | Escritor(es)                                                              | Duración |  |
| 16.              | «I'm real» (Murder Remix junto a Ja Rule) | López, Oliver, Rooney, L.E.S., Jeffrey Atkins, Irving Lorenzo, Rick James | 4:22     |  |

| Edición británica, australiana y portuguesa |                                           |          |  |
| N.º                                         | Título                                    | Duración |  |
| 16.                                         | «Pleasure is mine»                        | 4:19     |  |
| 17.                                         | «I'm waiting»                             | 3:11     |  |
| 18.                                         | «I'm real» (Murder Remix junto a Ja Rule) | 4:22     |  |

## Personal
Músicos
|  | - Jennifer Lopez - voz principal, compositora. - Karen Anderson - coros - Michelle Bell - coros - Manny Benito - coros - Jeannie Cruz - coros - William Dubal - coros - Kip Collins - instrumentación - Angel Fernández - guitarra - Mario Gonzalez - guitarra - Ricky Gonzalez - piano, coros - Jimmy Greco - teclados - Nelson Gasu Jaime - piano - Richie Jones - batería | - Ozzie Melendez - trombón, trompa - Christina Milian - coros - Troy Oliver - instrumentación - Nora Payne - coros - Erben Perez - bajo - Lena Pérez - coros - Paul Pesco - guitarra - Corey Rooney - coros - Shelene Thomas - coros - Rene Toledo - guitarra - Mario Winans - coros - Yanko - coros |

Producción
|  | - Jennifer Lopez - productora ejecutiva - Arnthor Birgisson - productor - Scott Barnes - maquillaje - Manny Benito - ingeniero, productor - Jorge Calandrelli - arreglos de cuerdas - Kip Collins - productor - Sean "Puffy" Combs - productor, mezcla - Ray Contreras - productor, arreglista - Angel Fernández - arreglista - Paul Foley - ingeniero - Jimmy Greco - productor, arreglista, programación de batería - Dan Hetzel - ingeniero, mezcla - Jean-Marie Horvat - mezcla - Richie Jones - productor, arreglista, mezcla, programación - Jack Knight - arreglista - Matt Kormondy - asistente de producción - Greg Lawson - arreglista, programación - Glen Marchese - ingeniero - Rob Martínez - asistente de producción | - Tony Maserati - mezcla - William Nelson - asistente de producción - Joel Numa - ingeniero, ingeniero de cuerdas - Troy Oliver - productor, programación, programación de batería, programación de teclado - Michael Patterson - ingeniero, mezcla - Julian Peploe - dirección de arte, diseño - Cory Rooney - productor, productor ejecutivo, arreglista, programación de batería, programación de teclado - José R. Sanchez - productor, programación, programación de batería, programación de teclado - Dave "Young Dave" Scheur - ingeniero - Dan Shea - productor, programación - Cesar Sogbe - mezcla - Manelich Sotolong - ingeniero asistente - David Swope - ingeniero, ingeniero asistente, asistente de mezcla - Michael Hart Thompson - fotografía - J.C. Ulloa - ingeniero - Rick Wake - productor, arreglista - Mario Winans - productor, instrumentación - Joe Zee - estilista |

## Posicionamiento en Listas
| Chart (2001)                            | Posición más alta |
| --------------------------------------- | ----------------- |
| Argentina (CAPIF)                       | 1                 |
| Australia (ARIA)                        | 2                 |
| Australian Dance Albums (ARIA)          | 1                 |
| Australian Urban Albums (ARIA)          | 1                 |
| Austria (Ö3 Austria)                    | 3                 |
| Bélgica (Ultratop flamenca)             | 3                 |
| Bélgica (Ultratop valona)               | 4                 |
| Canadá (Billboard Canadian Albums)      | 1                 |
| Canadian R&B Albums (Nielsen SoundScan) | 2                 |
| Chile (IFPI)                            | 1                 |
| Dinamarca (Hitlisten)                   | 15                |
| Países Bajos (Album Top 100)            | 4                 |
| European Albums (Billboard)             | 1                 |
| Finlandia (Suomen Virallinen Lista)     | 6                 |
| Francia (SNEP)                          | 6                 |
| Alemania (Offizielle Top 100)           | 1                 |
| Grecia (IFPI)                           | 1                 |
| Hungría (MAHASZ)                        | 15                |
| Icelandia (Tonlist)                     | 5                 |
| Irlanda (IRMA)                          | 6                 |
| Italia (FIMI)                           | 5                 |
| Japón (Oricon)                          | 1                 |
| Nueva Zelanda (Recorded Music NZ)       | 3                 |
| Noruega (VG-lista)                      | 15                |
| Polonia (ZPAV)                          | 1                 |
| Escocia (Scottish Albums Chart)         | 7                 |
| Eslovaquia (SNS IFPI)                   | 3                 |
| Sudáfrica (RiSA)                        | 6                 |
| Corea del Sur (RIAK)                    | 7                 |
| (PROMUSICAE)                            | 1                 |
| Suecia (Sverigetopplistan)              | 7                 |
| Suiza (Schweizer Hitparade)             | 1                 |
| Reino Unido (UK Albums Chart)           | 2                 |
| Reino Unido (UK R&B Albums)             | 1                 |
| Estados Unidos (Billboard 200)          | 1                 |
| US Top R&B/Hip-Hop Albums (Billboard)   | 1                 |
| US Top Internet Albums (Billboard)      | 2                 |

## Certificaciones
| País           | Organismo certificador | Certificación | Ventas certificadas | Simbolización | Ref.   |
| -------------- | ---------------------- | ------------- | ------------------- | ------------- | ------ |
| Argentina      | CAPIF                  | Oro           | 20 000              |               | [ 63 ] |
| Australia      | ARIA                   | 2× Platino    | 140 000             |               | [ 64 ] |
| Austria        | IFPI Austria           | Oro           | 20 000              |               | [ 65 ] |
| Bélgica        | BEA                    | Platino       | 50 000              |               | [ 66 ] |
| Brasil         | ABPD                   | Oro           | 50 000              |               | [ 67 ] |
| Canadá         | MUSIC CANADA           | 2× Platino    | 200 000             |               | [ 68 ] |
| Finlandia      | MUSIIKKITUOTTAJAT      | Oro           | 10 000              |               | [ 69 ] |
| Francia        | SNEP                   | Oro           | 100 000             |               | [ 70 ] |
| Alemania       | BVMI                   | Platino       | 300 000             |               | [ 71 ] |
| Grecia         | IFPI GREECE            | Oro           | 15 000              |               | [ 72 ] |
| Hong Kong      | IFPI Hong Kong         | Platino       | 30 000              |               | [ 73 ] |
| Países Bajos   | NVPI                   | Platino       | 80 000              |               | [ 74 ] |
| Nueva Zelanda  | RMNZ                   | 2× Platino    | 30 000              |               | [ 75 ] |
| Noruega        | IFPI Norway            | Oro           | 25 000              |               | [ 76 ] |
| Polonia        | ZPAV                   | Oro           | 50 000              |               | [ 77 ] |
| España         | PROMUSICAE             | Platino       | 100 000             |               | [ 78 ] |
| Sudáfrica      | BPI                    | 2× Platino    | 100 000             |               | [ 79 ] |
| Suecia         | GLF                    | Oro           | 40 000              |               | [ 80 ] |
| Suiza          | IFPI Switzerland       | 2× Platino    | 80 000              |               | [ 81 ] |
| Reino Unido    | BPI                    | 2× Platino    | 300 000             |               | [ 82 ] |
| Estados Unidos | RIAA                   | 4× Platino    | 4 000 000           |               | [ 83 ] |

## Lanzamiento
| País           | Fecha               | Versión       |
| -------------- | ------------------- | ------------- |
| Estados Unidos | 23 de enero de 2001 | Original      |
| Estados Unidos | 24 de julio de 2001 | Relanzamiento |
| Reino Unido    | 22 de julio de 2001 | Original      |
| Japón          | 24 de enero de 2001 | Original      |